# María del Carmen
A María del Carmen (eredeti címe Abrázame Muy Fuerte, „Ölelj át nagyon erősen”) egy 2000 és 2001 között készített mexikói teleregény. Az 1960-as Pecado mortal című telenovella remake-je. Itt kapta meg első főszerepét Aracely Arámbula, aki Fernando Colunga oldalán szerepelt. A novella hatalmas népszerűségre tett szert hazájában, a Premios TVyNovelas díjátadón elnyerte a legjobb telenovellának járó díjat. Hazánkban a TV2 kereskedelmi csatorna mutatta be a sorozatot 2003. szeptember 4-én. 2010. november 1-jén a Sorozat+ is műsorára tűzte a sorozatot, majd 2012-ben a Cool TV és a Prizma TV is.

## Történet
|  | Alább a cselekmény részletei következnek! |

Cristina egy szelíd és gyengéd lány, akit mindenki szeret az El Platanal birtokon, amely Don Severiano Álvareznek, Cristina apjának tulajdona. Severiano zord és kemény férfi. Itt dolgozik a birtok intézőjeként Diego Hernández, egy erős kreol férfi, aki beleszeretett Cristinába, aki viszonozza az érzelmeit, annyira, hogy odaadja neki magát. Cristina bevallja az apjának, hogy várandós, és hogy szereti Diegót. Severiano elrendeli, hogy Cristina és Raquela, a szolgálólány elutazzanak a fővárosba, és ott szülje meg a gyermekét. Federico Rivero mesterkedéseinek köszönhetően a kis María del Carmen Raquela lányaként tér vissza a birtokra. Cristina, hogy közel lehessen lányához, kénytelen feleségül menni Federicóhoz, egy ambiciózus és könyörtelen férfihoz. Innentől kezdve mindenki számára a kislány „keresztanyja” lesz. Federico balesetet okoz, amelyben Cristina megvakul, így Federico eléri, hogy a felesége egész vagyona a kezébe kerüljön. Federico megörül, amikor megérkezik az unokaöccse, Carlos Manuel, egy jóképű fiatalember, aki külföldön végezte el az orvosi egyetemet. Carlos Manuel beleszeret Déborah Falcónba, anélkül, hogy tudná, hogy a lány a nagybátyja szeretője. Amikor Federico tudomást szerez erről a kapcsolatról, megpróbálja elválasztani Déboraht az unokaöccsétől. Ugyanekkor María del Carmen megismerkedésük pillanatában beleszeret Carlos Manuelbe, s így kiváltja Déborah gyűlöletét, aki Federicóval együtt mindent megtesz, hogy szétválassza a párt. Bár el tudják választani őket egymástól, az egymás iránti szerelmüket nem tudják eloltani…
|  | Itt a vége a cselekmény részletezésének! |

## Szereposztás
| Szerepnév                                                       | Színész(nő)         | Magyar Hang      |
| --------------------------------------------------------------- | ------------------- | ---------------- |
| Maria del Carmen Hernández - Álvarez María del Carmen Campusano | Aracely Arámbula    | Dögei Éva        |
| Cristina Álvarez Rivas de Rivero                                | Victoria Ruffo      | Nyírő Bea        |
| Federico Rivero                                                 | César Évora         | Jakab Csaba      |
| Dr. Carlos Manuel Rivero                                        | Fernando Colunga    | Lux Ádám         |
| Déborah Falcón de Rivero                                        | Nailea Norvind      | Kökényessy Ági   |
| Consuelo Rivas (vda.) de Álvarez                                | Alicia Rodríguez    | Szabó Éva        |
| Raquela Campusano                                               | Rossana San Juan    | Kocsis Judit     |
| Candelaria Campusano                                            | Dacia González      | Szerencsi Éva    |
| Jacinta de Rivero                                               | Tina Romero         | Csampisz Ildikó  |
| José María Montes                                               | Pablo Montero       | Damu Roland      |
| Francisco «Pancho» Montés                                       | Eduardo Noriega     | Horkai János     |
| Gumercinda Montés                                               | Alicia Montoya      | Erdélyi Mari     |
| Dr. Ángel Luis Robles                                           | Arnaldo Andre       | Rosta Sándor     |
| Damiana Guillén                                                 | Helena Rojo         | Molnár Zsuzsa    |
| Juliana Guillén                                                 | Helena Rojo         | Molnár Zsuzsa    |
| Eduviges de la Cruz                                             | Rosita Quintana     | Zsurzs Kati      |
| Efigenia de la Cruz                                             | Lilia Aragón        | Andresz Kati     |
| Hernán Muñoz                                                    | Sergio Reynoso      | Sörös Sándor     |
| Nieves Muñoz                                                    | Esther Rinaldi      | Oláh Orsolya     |
| Abel «Abelito» Ramos                                            | Jorge de Silva      | Bodrogi Attila   |
| Celia Ramos                                                     | Carmen Salinas      | Némedi Mari      |
| Ignacio atya                                                    | Miguel Córcega      | Versényi László  |
| Moisés atya                                                     | Toño Mauri          | Megyeri János    |
| Benito                                                          | Ignacio Guadalupe   | Imre István      |
| Eulogio Rojas                                                   | Toño Infante        | Varga Tamás      |
| Vicenta                                                         | Aurora Clavel       | Andai Györgyi    |
| Flora Bravo                                                     | Emilia Guiu         | Pásztor Erzsi    |
| Francisco José Bravo Fernando Joaquin                           | René Casados        | F. Nagy Zoltán   |
| Fayo Ruiz                                                       | José Antonio Ferral | Rudas István     |
| Máximo «Max» Ruiz                                               | Eduardo Rodríguez   | Seszták Szabolcs |
| Dr. Fabián Anaya                                                | Fabián Lavalle      | Várday Zoltán    |
| Miguel Salvador Zamudio                                         | Manuel Capetillo    |                  |
| Bernal Orozco                                                   | Humberto Elizondo   |                  |
| Marcelino                                                       | Mario Casillas      | Szokolay Ottó    |
| Macrina                                                         | Ana Hally           | Fabó Györgyi     |
| Gema                                                            | Dacia Arcaráz       | Haumann Petra    |
| Güera                                                           | Rosita Pelayo       | Ullmann Zsuzsa   |
| Casilda                                                         | Veronica con K      | Árkosi Kati      |
| Florencia                                                       | Shirley             | Holló Orsolya    |
| Jorge                                                           | Eduardo Cuervo      |                  |
| Porfirio                                                        | Alberto Inzua       | Barbinek Péter   |
| Don Severiano Álvarez                                           | Joaquín Cordero     | Áron László      |
| Diego Hernández                                                 | Osvaldo Ríos        | Németh Kristóf   |
| Regino                                                          | René Muñoz          | Rudas István     |
| Gyerek Carlos Manuel Rivero                                     | Luis Maya           | Gacsal Ádám      |
| Gyerek José María Montes                                        | Julián Noble        | Czető Roland     |

## Korábbi és új változatok
- A legelső változat az 1955-ös Pecado mortal telenovella Gloria Marin és Silvia Pinal főszereplésével.
- A második változat az 1960-as Pecado mortal telenovella Amparo Rivelles és Tito Junco főszereplésével.
- A történet legújabb, 2015-ös remake-je a Que te Perdone Dios (Isten bocsásson meg neked), Mark Tacher és Zuria Vega főszereplésével.

## DVD kiadás
A sorozat 2004. október 19-én DVD-n is megjelent, rövidített verzióban. Jellemzők:
- Formátum: színes, teljes képernyő, feliratos, NTSC
- Nyelv: spanyol
- Felirat: angol
- Régiókód: 1
- Képméretarány: 1.33:1
- Lemezek száma: 1
- Kiadás dátuma: 2004. október 19.
- Játékidő: 267 perc
- Extrák:
  - Interaktív menük
  - Fejezetek
  - Fotó galéria
  - Önéletrajzok
- Forgalmazó: Xenon Pictures